# Sint Nicolaasga
Sint Nicolaasga (Fries: Sint Nyk) is een dorp in de gemeente De Friese Meren, in de Nederlandse provincie Friesland. Sint Nicolaasga ligt tussen Joure en Lemmer, ten westen van het Tjeukemeer.
In 2023 telde het dorp 3.340 inwoners. De buurtschappen Finkeburen, Heide en De Rijlst liggen in hetzelfde postcodegebied als Sint Nicolaasga. De buurtschap Legemeer net ten noorden van het dorp heeft daarentegen een eigen postcode.

## Geschiedenis
De oudste vermelding van het dorp is uit 1399 onder de naam Sinte Nyclaesga. De ontwikkeling van Sint Nicolaasga is verder in belangrijke mate bepaald door de adellijke familie Van Eysinga. De Van Eysinga's zijn afstammelingen van de legendarische grietman Johan Vegelin van Claerbergen die de oorspronkelijk woeste streek in de achttiende eeuw liet ontginnen en bebossen.
Tot de gemeentelijke herindeling in 1984 lag het dorp in voormalige gemeente Doniawerstal, waarna de plaats tussen 1984 en 2014 in de gemeente Skarsterlân lag. Sinds 2014 ligt Sint Nicolaasga in de gemeente De Friese Meren.

## Bezienswaardigheden

### Sint-Nicolaaskerk
Het aangezicht van het dorp wordt gedomineerd door de Sint-Nicolaaskerk. In 1580 ging de pastoor van Sint Nicolaasga, Nicolaus Hollandinus, vanwege de reformatie in ballingschap en kwamen kerk, kerkhof en bezittingen van de pastorie in andere handen. De katholieken hielden lange tijd hun godsdienstoefeningen in een schuilkerk op de heide. Pas in 1835 werd er in het dorp een nieuwe kerk gebouwd, een waterstaatskerk die dienst deed tot 1885. Toen werd begonnen met de bouw van de huidige kerk, een voor deze streken zeer bijzonder rooms-katholiek kerkgebouw. Het is het bedehuis van de parochie, waarvan Nicolaas van Myra de beschermheilige is. Het interieur van de kerk wordt op zijn beurt gedomineerd door de gebrandschilderde ramen van de Friese schilder Jacob Ydema. Bij de kerk bevindt zich ook de lourdesgrot van Sint Nicolaasga.

### Sint Nykster merke
De 'Sint Nykster merke' (Fries voor: de markt of kermis van Sint Nicolaasga) is een jaarlijks evenement dat begint op de eerste donderdag van september en drie dagen duurt. Op de eerste dag vindt er een allegorische optocht plaats met grote en kleine praalwagens en er lopen ook verscheidene Friese showbands en muziekkorpsen mee. De optocht, die sinds 1950 wordt gehouden, trekt 's ochtends en 's avonds door het dorp. De V.V.V. (Vereniging Voor Volksvermaken) organiseert volksspelen, er is kermis en er zijn optredens.

## Sportverenigingen
Bekend zijn voetbalvereniging Renado, tennisvereniging T.V. De Greensetters en de volleybal vereniging SNVV  Sint Nykster Volleybal Vereniging

## Jongerenverenigingen
De bekendste jongerenvereniging is KPJ Sint Nyk.

## Bevolkingsontwikkeling
| 1999 | 2002 | 2003 | 2004 | 2005 | 2006 | 2007 | 2008 | 2009 | 2012 | 2015 | 2018 | 2019 | 2021 | 2023 |
| ---- | ---- | ---- | ---- | ---- | ---- | ---- | ---- | ---- | ---- | ---- | ---- | ---- | ---- | ---- |
| 3121 | 3275 | 3255 | 3268 | 3255 | 3270 | 3321 | 3360 | 3560 | 3678 | 3360 | 3325 | 3486 | 3290 | 3340 |

## Geboren in Sint Nicolaasga
- Guy van Hardenbroek (1928-1988), keramist
- Krista van Velzen (1974), politica
- Arjen Postma (1985), voormalig profvoetballer

## Overleden in Sint Nicolaasga
- Hans Wiegel (1941-2025), politicus